# Fares Fares

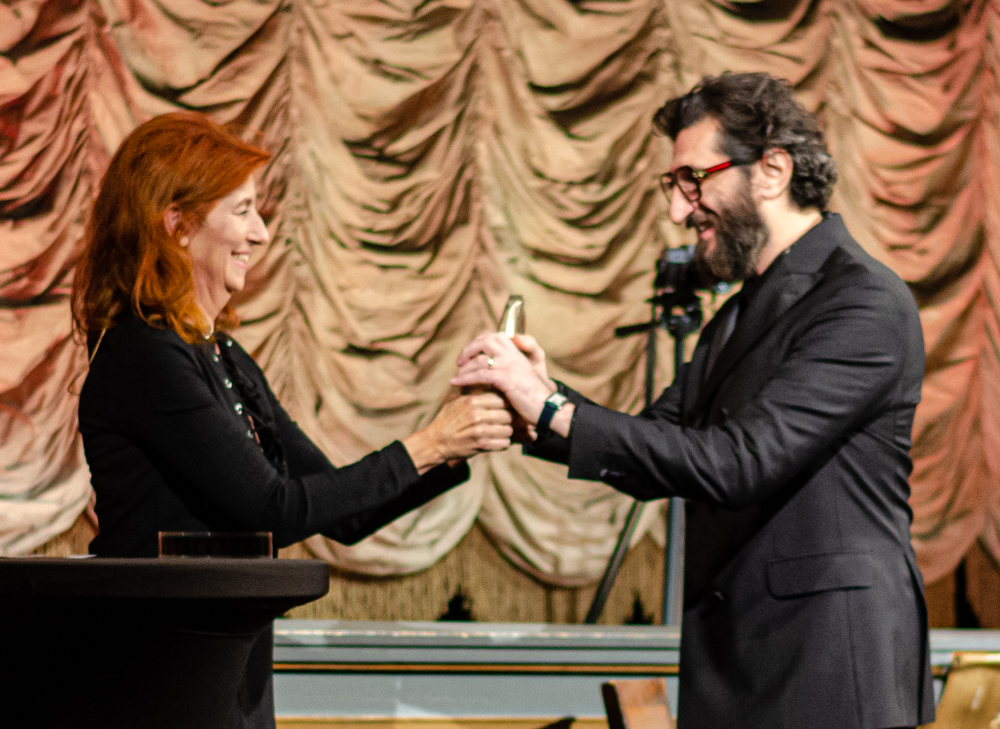
Fares Fares tilldelas Stockholm filmfestival Achievement Award 2022. Festivalchef Git Scheynius är prisutdelare.

Fares Fares, född 29 april 1973 i Beirut, är en libanesisk-svensk skådespelare. Han har verkat som skådespelare både på scen, på film och på TV. Fares uppmärksammades 2000 i huvudrollen i filmen Jalla! Jalla!, regisserad av brodern Josef Fares. Sedan 2012 har han också medverkat i amerikanska film- och TV-produktioner.

## Biografi
Fares, som har syrianskt/assyriskt ursprung, kom med familjen till Sverige 1987 och bosatte sig då i Örebro. Han gick teknisk linje på gymnasiet och hade planer på att utbilda sig till ingenjör. Han kom in på skådespelaryrket när han blev tillfrågad om han ville vara med i en teatergrupp. Han flyttade till Göteborg och gick en tvåårig teaterkurs vid folkhögskolan Wendelsberg i Mölnlycke. Därefter var han under sex års tid engagerad i den fria teatergruppen Teater Tamauer. 
Under studietiden träffade han Torkel Pettersson, mot vilken han spelade huvudrollen i filmen Jalla! Jalla!, regisserad av brodern Josef Fares. Samarbetet de tre emellan fortsatte i 2003 års polisfars Kopps.
År 2012 inledde Fares en internationell filmkarriär med rollen som legoknekt i actionthrillern Safe House och senare som CIA-agent i Zero Dark Thirty. Han nominerades till en Guldbagge år 2012 för bästa manliga biroll i Snabba Cash II.
År 2016 hade han en roll som Senator Vaspar i den amerikanska filmen Rogue One: A Star Wars Story. År 2017 spelade han i Tarik Salehs långfilm The Nile Hilton Incident. För sin rollinsats i filmen belönades Fares med en Guldbagge i kategorin Bästa manliga huvudroll vid Guldbaggegalan 2018. Sedan 2018 medverkar han i den amerikanska TV-serien Westworld i rollen som datateknikern Antoine Costa. År 2019 spelade han rollen som Bacho, en georgisk soldat, i miniserien Chernobyl.
År 2022 tilldelades Fares Fares Stockholm filmfestival Achievement Award.
Utöver film och TV har Fares också varit verksam vid olika teatrar. På Göteborgs stadsteater har han gjort Dom (2000) och Köket (2002), på Dramaten Tillbaka till öknen (2001) och på Stockholms stadsteater bland annat Den arabiska natten (2003) och De tre musketörerna (2009).

### Familj
Fares Fares är son till skådespelaren Jan Fares och bror till regissören Josef Fares. Han är vidare kusin till konditorn Roy Fares. Sedan 2018 har han en relation med Clara Hallencreutz; tillsammans har de två söner födda 2019 respektive 2021.

## Produktioner

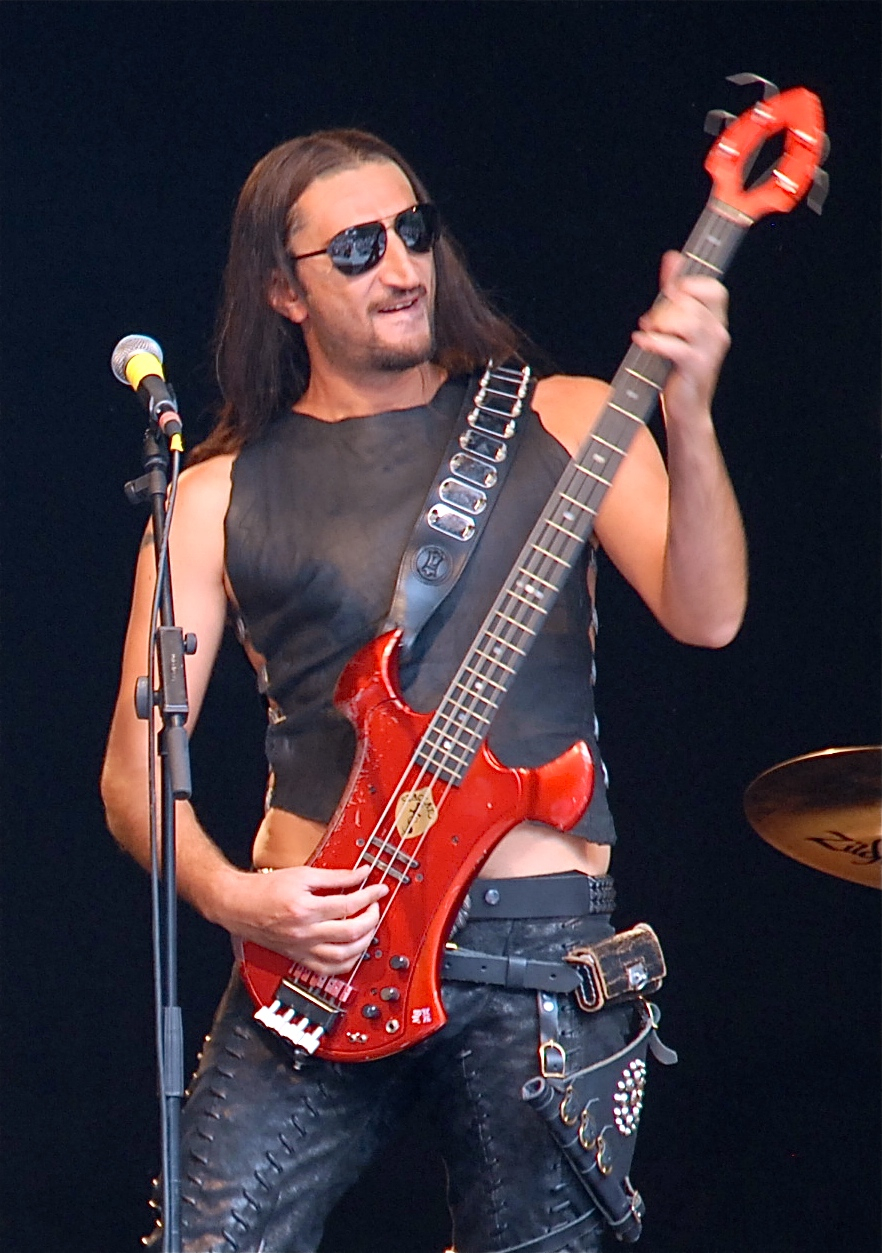
Fares Fares i De tre musketörerna på Stockholms stadsteater 2009.

### Filmografi
- 2000 – Före stormen
- 2000 – Jalla! Jalla!
- 2001 – Leva livet
- 2002 – Morfars Big Bang
- 2003 – Kopps (även manus)
- 2004 – Dag och natt
- 2004 – Fakiren från Bilbao
- 2004 – I'm Your Man
- 2004 – Salto, salmiakk og kaffe
- 2004 – Hajar som hajar
- 2005 – Zozo
- 2005 – Bang Bang Orangutang
- 2006 – Kill Your Darlings
- 2006 – 7 miljonärer
- 2007 – Leende guldbruna ögon (TV-serie)
- 2008 – Ein Augenblick Freiheit
- 2008 – Maria Wern – Främmande fågel (TV-serie)
- 2008 – Pälsen
- 2009 – Metropia
- 2009 – Äpplet & Masken
- 2010 – Snabba Cash
- 2012 – Safe House
- 2012 – Zero Dark Thirty
- 2012 – Sleepwalking in the Rift
- 2012 – Snabba Cash II
- 2013 – Kvinnan i rummet
- 2014 – Fasanjägarna
- 2014 – Tyrant (TV-serie)
- 2015 – Child 44
- 2016 – Kollektivet
- 2016 – Flaskpost från P
- 2016 – Rogue One: A Star Wars Story
- 2017 – The Nile Hilton Incident
- 2018 – Journal 64
- 2018 – A Way Out
- 2019 – Chernobyl (TV-serie)
- 2020 – Partisan (TV-serie)
- 2021 – Wheel of Time (TV-serie)
- 2022 – Boy from Heaven
- 2023 – En dag och en halv
- 2025 – Vi kommer i fred (TV-serie)
- 2025 – Eagles of the Republic

### Teaterroller
| År   | Roll                        | Produktion                               | Regi                  | Teater                 |
| ---- | --------------------------- | ---------------------------------------- | --------------------- | ---------------------- |
| 2001 | Aziz, betjänt               | Tillbaka till öknen Bernard-Marie Koltès | Staffan Valdemar Holm | Dramaten               |
| 2004 | Sami                        | Utanför mitt fönster Mattias Andersson   | Birgitta Englin       | Dramaten               |
| 2005 | Sultanen                    | Sultanens hemlighet Tawfiq al-Hakim      | Eva Bergman           | Dramaten               |
| 2006 | Hippolytos,son till Theseus | Fedra Jean Racine                        | Karl Dunér            | Dramaten               |
| 2007 | Don Carlos                  | Don Carlos Friedrich Schiller            | Eva Bergman           | Göteborgs Stadsteater  |
| 2009 | Athos                       | De tre musketörerna Alexander Mørk-Eidem | Alexander Mørk-Eidem  | Stockholms stadsteater |
| 2009 | Matti                       | Puntila/Matti Bertolt Brecht             | Alexander Mørk-Eidem  | Stockholms stadsteater |